# Волта (река)
Волта (порт. Volta) је река у екваторијалним пределима западне Африке дугачка 1600 km. Настаје од два дужа тока, Црне Волте (1.160 км) која извире у западним деловима Буркине Фасо, близу града Бобо Диуласо и Беле Волте (640 км) која извире северним пределима Буркине Фасо. Ове реке се у средишњем делу Гане спајају у ток који се одатле зове Волта. Име је добила од португалске речи -{volta}-, што значи назад.
Река тече кроз корито сачињено од палеозојских пешчара и лапорца. У доњем току непосредно пред ушће, 1965. године подигнута је брана Акосомбо, чиме је формирано највеће вештачко језеро на свету — Волта. Река се улива у Гвинејски залив у делу познатом као Златна обала, уносећи у њега у просеку 1.210 m³/s воде. Површина слива Волте је око 400.000 км² и представља веома важан извор хидроенергије за овај предео Африке. На свом току прима неколико већих притока — Оти, Дака, Пру и др.